# Премия имени Овсиевича
Премия имени профессора Б. Л. Овсиевича — премия за фундаментальные экономико-математические исследования, присуждаемая ежегодно Санкт-Петербургским научным центром РАН, Санкт-Петербургским экономико-математическим институтом РАН (СПб ЭМИ РАН), Фондом поддержки науки и образования (Алфёровским фондом) и Леонтьевским центром.
Премия получила имя первого директора СПб ЭМИ РАН Бориса Львовича Овсиевича (1936—1997), специалиста в области математического моделирования в экономике, социологии и гуманитарных исследованиях, одного из пионеров применения информационных технологий в социально-экономических исследованиях. Премия вручается по итогам конкурса, участвовать в котором могут российские экономисты в возрасте до 40 лет. Церемония награждения лауреатов проходит ежегодно в апреле в петербургском Доме учёных. Церемония предусматривает выступление лауреатов с докладами и торжественный приём в их честь.

## Лауреаты премии 2005 года
- I премия — не присуждалась
- II премия — Юлия Вымятнина, Алексей Савватеев
- III премия — Альберт Бахтизин, Юлия Сосина

## Лауреаты премии 2006 года
- I премия — не присуждалась
- II премия — Антон Афанасьев
- III премия — Ольга Кислицына
- поощрительная премия — Елена Покатович

## Лауреаты премии 2007 года
- I премия — не присуждалась
- II премия — Константин Сонин
- III премия — Филипп Ущев
- поощрительная премия — Евгений Гиленко, Анжела Егорова, Мария Ласточкина

## Лауреаты премии 2008 года
- I премия — не присуждалась
- II премия — Алексей Захаров
- III премия — Вера Кипяткова, Анна Флёрова

## Лауреаты премии 2009 года
- I премия — не присуждалась
- II премия — Анна Трубачева, Александр Сурков
- III премия — Илья Кацев
- поощрительная премия — Максим Соколов

## Лауреаты премии 2010 года
- I премия — не присуждалась
- II премия — Сергей Иващенко
- III премия — Михаил Соколов, Владимир Соловьев
- поощрительная премия — Анна Игнатенко, Юлия Караева, Анна Реттиева

## Лауреаты премии 2011 года
- I премия — Александр Либман[нем.]
- II премия — Генрих Пеникас
- III премия — Михаил Ващенко
- поощрительная премия — Никита Лукашевич, Елена Попова

## Лауреаты премии 2012 года
- I премия — Евгений Владимирович Желободько (посмертно)
- II премия — не присуждена
- III премия — Марина Сандомирская, Михаил Губко
- поощрительная премия — Даниел Карабекян

## Лауреаты премии 2013 года
- I премия — не присуждена
- II премия — Сандомирский Федор Алексеевич
- III премия — Бахтизина Нафис Владиславовна
- поощрительная премия — Мануйленко Виктория Валерьевна

## Лауреаты премии 2014 года
- I премия — не присуждена
- II премия — Паламарчук Екатерина Сергеевна
- III премия — Мозговая Кристина Александровна
- поощрительная премия — Арутюнов Арсен Левонович

## Лауреаты премии 2015 года
- I премия — не присуждена
- II премия — Пильник Николай Петрович, Шелемех Елена Александровна
- III премия — Светлов Кирилл Владимирович
- поощрительная премия — Лапина Мария Геннадьевна, Шептунов Максим Валерьевич